# Ștefan Haukler
Ștefan Haukler (n. 9 martie 1942, Satu Mare, Regatul Ungariei – d. 23 noiembrie 2006, Budapesta, Ungaria) a fost un scrimer român specializat pe floretă, laureat cu bronz, pe echipe, la Campionatul Mondial de Scrimă din 1969 și la Campionatul Mondial de Scrimă din 1970. A participat la trei ediții ale Jocurilor Olimpice: Tōkyō 1964, México 1968, München 1972.